# 車路墘 (屏東縣)
車路墘，是臺灣屏東縣南州鄉的一個傳統地域名稱，位於該鄉西南部。相較於今日行政區，其範圍大致為萬華村不含西北部。
本地區境內主要聚落為車路墘。

## 歷史
台灣日治初期，車路墘地區為一街庄，稱為「車路墘庄」（舊制街庄），隸屬於港東中里。該庄昔日北與七塊厝庄、溪洲庄為鄰，東及東南與濫頭庄為鄰，南邊為(石亟)仔口庄，西邊為下廍庄。
1901年（日治明治三十四年）11月11日，全台廢縣廳改設二十廳，該庄隸屬於阿猴廳。1904年（明治三十七年）4月15日，該庄編入「溪洲區」，隸屬於阿猴廳。1905年（明治三十八年）4月1日，阿猴廳改稱「阿緱廳」。1909年（明治四十二年）10月25日，全台合併二十廳為十二廳，溪洲區仍隸屬於阿緱廳。1920年（大正九年）10月1日，全台地方制度大改正，廢十二廳改設五州二廳，該庄改制為「車路墘」大字，隸屬於高雄州東港郡林邊庄（新制街庄）。
戰後林邊庄改制為林邊鄉，隸屬於高雄縣，大字亦改制為村。1950年（民國39年）10月1日，高、屏分治，林邊鄉改隸屬於屏東縣。1951年（民國40年）3月，林邊鄉拆分出溪州鄉，本地區改隸屬於溪州鄉。1956年（民國45年）7月1日，溪州鄉改名為南州鄉。
相較於今日行政區，本地區的範圍為萬華村不含西北部。

## 聚落
本地區發展較早的聚落為車路墘，在日治初期的官方地圖上已有記載。

## 交通
台鐵屏東線是高雄至枋寮間的鐵路幹線，經過本地區東部。最近的車站在北側為南州車站，在南側為鎮安車站。前者屬三等站，停靠部分自強號、莒光號，及全部區間快車、區間車；後者屬招呼站，停靠部分區間快車及全部區間車；由此等可前往台鐵沿線各站。
鄉道屏73線是圍仔內至萬華的道路，經過本地區的車路墘聚落。
鄉道屏126線是大鵬至萬華的道路，其東側端點（終點）位於本地區西南部、車路墘聚落的鄉道屏73線路口。